# Elisabeth Löwenstein
Elisabeth Carola Löwenstein, geborene Elisabeth Küster
(auch: Elisabeth Karola Küster; geboren 18. Januar 1900 in Hannover; gestorben im August 1967 mutmaßlich in London) war eine deutsche Literaturwissenschaftlerin, Kunsthistorikerin, Prokuristin und Verlegerin.

## Leben

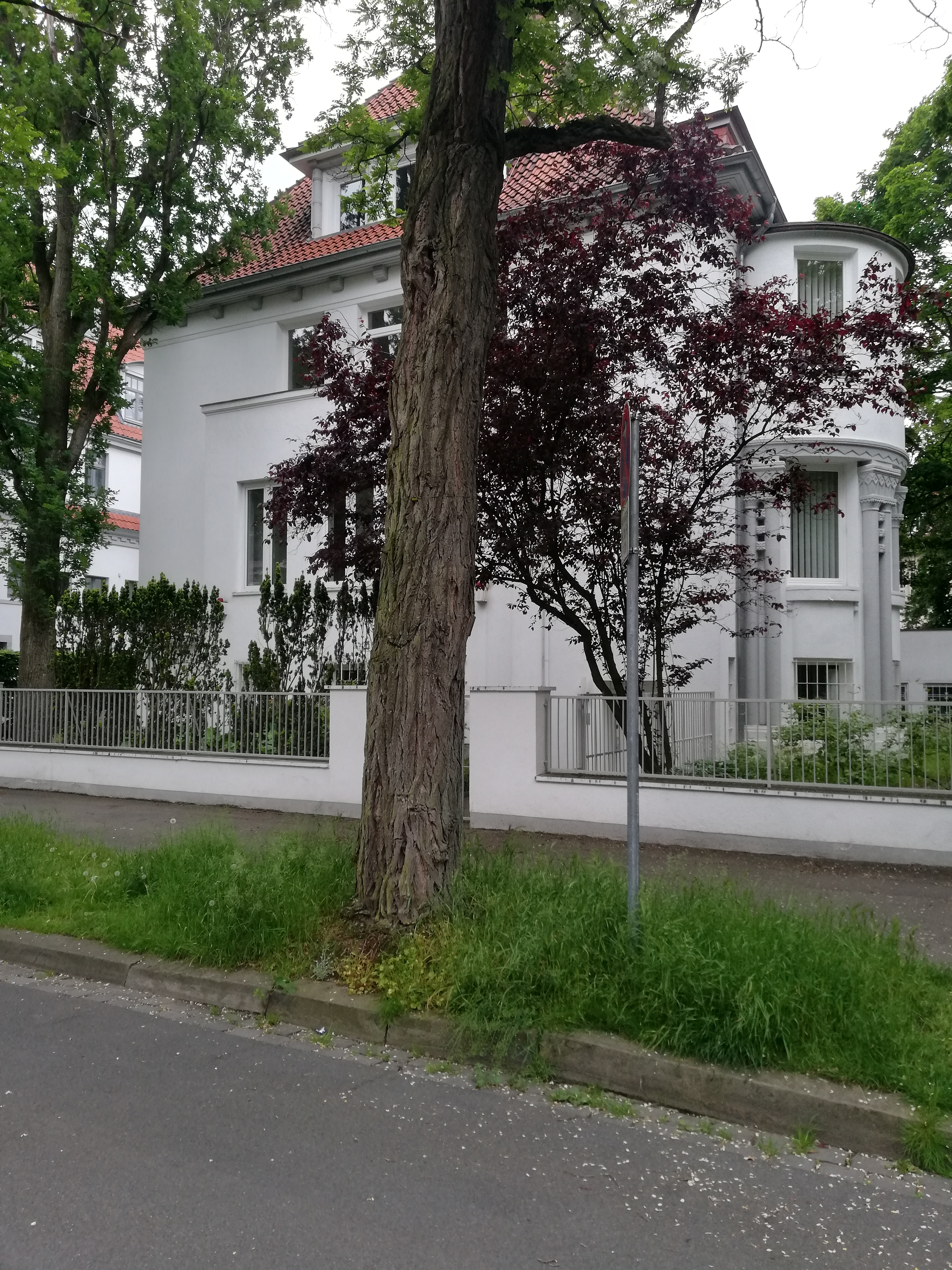
Der Wohnsitz der Familie Löwenstein, Seelhorststraße 28 (heute Hausnummer 60) im Stadtteil Zoo wurde nach der Reichspogromnacht am 10. November 1938 durch Nationalsozialisten geplündert

Elisabeth Löwenstein kam als Tochter des hannoverschen Druckereibesitzers Carl Küster und der Millicent Küster, geborene Büsch, zur Welt.
Nach ihrem Abitur studierte sie Anglistik, Literaturwissenschaft und Kunstgeschichte. 1928 promovierte sie an der Universität Freiburg im Breisgau zum Thema Mittelalter und Antike bei William Morris. Ein Beitrag zur Geschichte des Mediaevalismus in England.
Nach ihrer Hochzeit mit dem aus jüdischer Familie stammenden hannoverschen Arzt Joseph Löwenstein arbeitete sie wie schon zuvor als Prokuristin in ihrer elterlichen Firma Küster.
Nach der Machtergreifung durch die Nationalsozialisten gründete Elisabeth Löwenstein gemeinsam mit Wolfgang Krüger zwischen 1934 und 1935 in Berlin einen Verlag für Belletristik. Doch schon kurze Zeit später wurde sie 1936 aufgrund ihrer „jüdischen Versippung“ zum Ausscheiden aus dem Verlag gezwungen. Im Folgejahr 1937 musste sie wegen ihrer Ehe mit einem jüdischen Arzt auch die Prokura in der elterlichen Firma niederlegen.
Während der deutschlandweit durchgeführten Novemberpogrome wurde am 10. November 1938 Löwensteins Wohnhaus in der Seelhorststraße durch ein Kommando der SS geplündert. Nachdem Pläne zur Emigration ihres Ehemannes wegen eines angeblichen „Devisenvergehens“ anfangs gescheitert waren, gelang diesem im Februar 1939 die Auswanderung nach England. Unter Verlust fast ihres gesamten Vermögens konnte Elisabeth ihrem Mann im August 1939 nach England folgen.
1944 wurde Löwenstein ausgebürgert und noch im selben Jahr ihr untergestelltes Umzugsgut öffentlich durch das Finanzamt Hannover-Waterlooplatz versteigert.
In der Nachkriegszeit kehrte Löwenstein nach Hannover zurück, wo sie gemeinsam mit ihrer Mutter die elterliche Druckerei Carl Küster in der Dieterichsstraße 35 A wieder aufbaute. Dort führte sie das 1945 in eine GmbH umgewandelte Familienunternehmen schließlich bis zu ihrem Tod 1967 als alleinige Geschäftsführerin.

## Schriften (Auswahl)
- Mittelalter und Antike bei William Morris. Ein Beitrag zur Geschichte des Mediaevalismus in England, philosophische Dissertation an der Universität Freiburg im Breisgau, Hannover, 1928